# 1105 Fragaria
1105 Fragaria је астероид главног астероидног појаса. Приближан пречник астероида је 37,03 ,
а средња удаљеност астероида од Сунца износи 3,011 астрономских јединица (АЈ). Инклинација (нагиб) орбите у односу на раван еклиптике је 10,949 степени, а орбитални период износи 1908,749 дана (5,225 година). Ексцентрицитет орбите астероида износи 0,101.
Апсолутна магнитуда астероида износи 10,09 а геометријски албедо 0,118. Астероид је откривен 1. јануара 1929. године.